# Cidade-prefeitura
Uma cidade-prefeitura (chinês: 地级市, pinyin: dìjí shì, lit. ‘cidade com nível de prefeitura’) ou município com nível de prefeitura é uma divisão administrativa da China, classificada abaixo de uma província e acima de um condado na estrutura administrativa chinesa. As cidades-prefeitura dão forma ao segundo nível da estrutura administrativa (ao lado das prefeituras, das ligas e das prefeituras autônomas). Desde os anos 1980, a maior parte das antigas prefeituras foram rebatizadas cidades-prefeitura.

## Definição
Uma cidade-prefeitura não é uma “cidade” no sentido estrito do termo, é uma unidade administrativa que compreende, tipicamente, um núcleo urbano (uma cidade no sentido estrito) e cerca áreas rurais ou menos urbanizadas geralmente muitas vezes o tamanho do núcleo central, constituído. As cidades-prefeitura contêm quase sempre condados múltiplos, cidades de condado-nível, e outras subdivisões. Isto resulta do fato de que as prefeituras anteriormente predominantes, que foram substituídas na maior parte das cidades, eram elas mesmas de prefeitura-nível grandes unidades administrativas que contêm cidades, cidades menores, e áreas rurais. Para distinguir uma cidade-prefeitura de sua área urbana real (cidade no sentido estrito), o termo 市区 shìqū (“área urbana”), é usado.
As primeiras cidades-prefeitura foram criadas em 5 de novembro de 1983. Nas duas décadas seguintes, as cidades de prefeitura-nível substituiram a maioria das prefeituras chinesas; e o processo esta ainda em curso.
A maioria de províncias são compostas inteiramente ou quase inteiramente de cidades de prefeitura-nível. Das 22 províncias e de 5 regiões autónomas de China, somente 3 províncias (Yunnan, Guizhou, Qinghai) e 2 regiões autónomas (Xinjiang, Tibete) têm mais de três divisões de nível secundário ou de prefeitura-nível que não são cidades de prefeitura-nível.
Critérios que uma prefeitura de China deve encontrar para se transformar uma cidade-prefeitura são:
- Um centro urbano com uma população não rural de 250 000
- valor efetivo industrial de 200 000 000 Renminbi
- uma indústria terciária que substituiu a indústria preliminar
- 35% de PIB

Baoding (província de Hebei), Zhoukou (Henan), Nanyang (Henan), e Linyi (Shandong) são as maiores cidades de prefeitura-nível. As maiores 15 cidades de prefeitura-nível foram concedidas o status da cidade sub-provincial, que lhes dá uma autonomia muito maior.
Uma cidade secundária-de-prefeitura-nível é uma cidade de condado-nível com os poderes que aproximam aqueles de cidades do prefeitura-nível.